# Chojniki
Chojniki (belarussisch Хойнікі; russisch Хойники Choiniki) ist eine Stadt in der Homelskaja Woblasz im Südosten Belarus.
Die Stadt mit etwa 12.300 Einwohnern ist das administrative Zentrum des Rajon Chojniki.

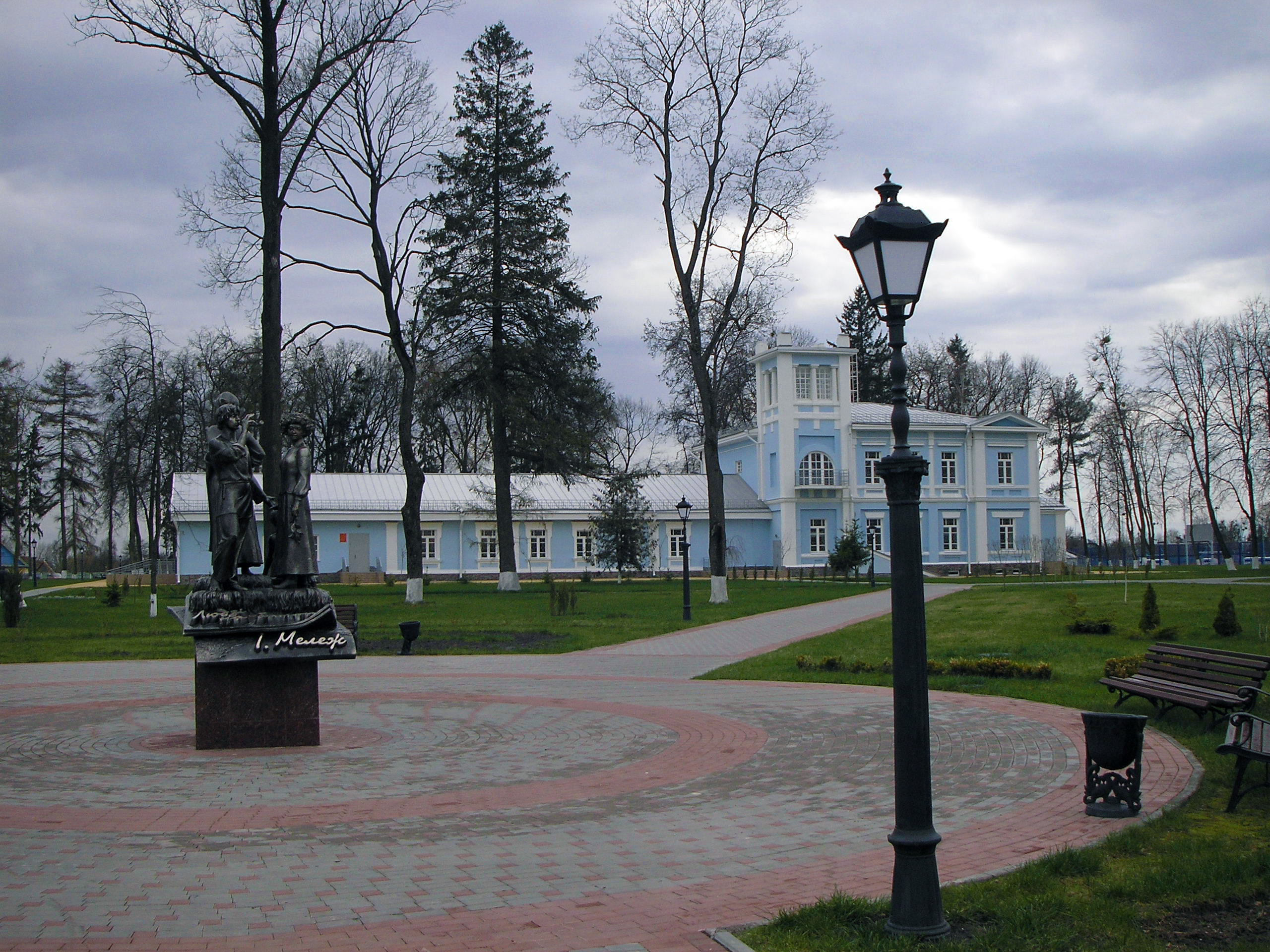
Chojniki-Park

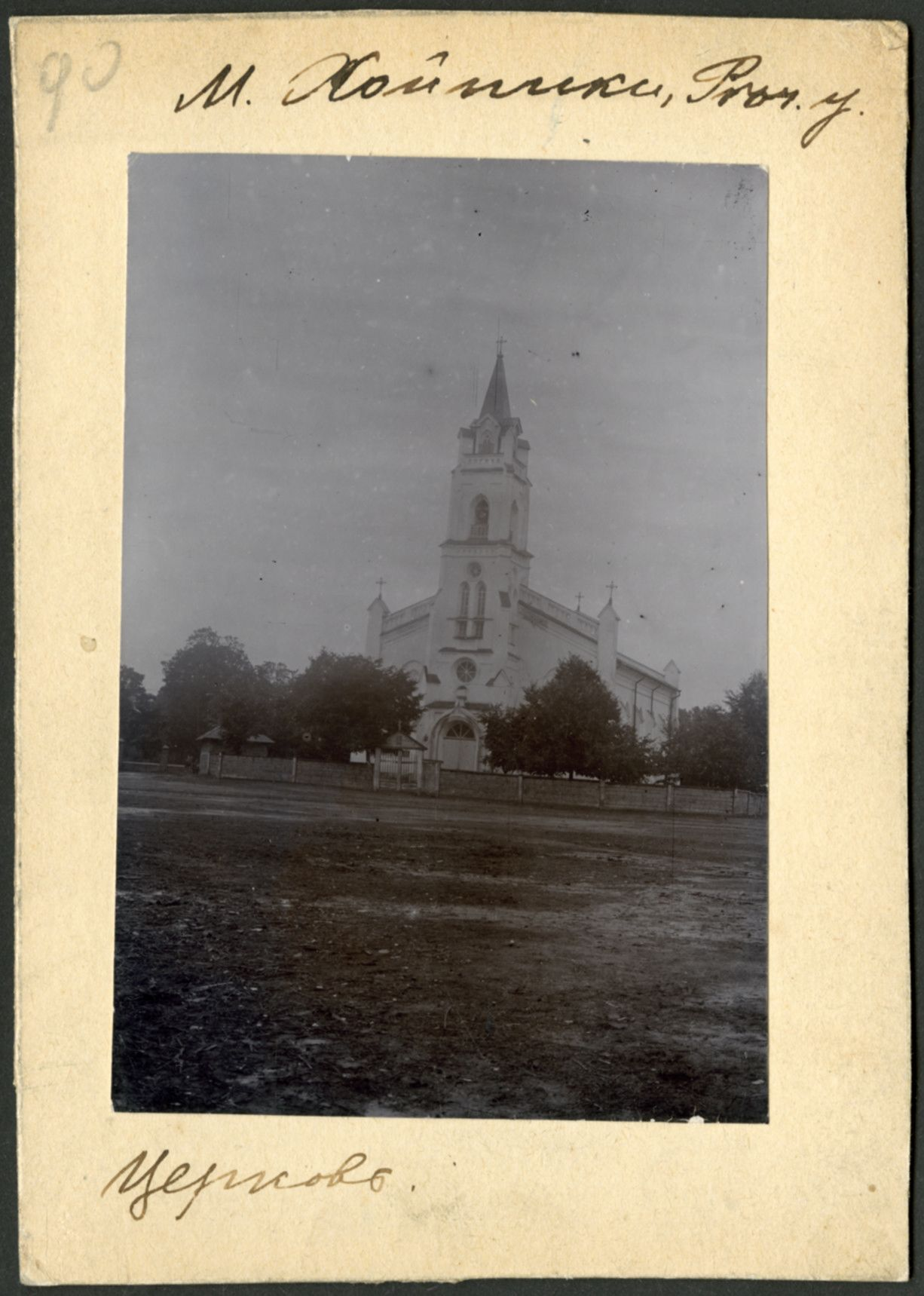
Kirche in Chojniki auf einem Foto von 1912

## Geografische Lage
Die Stadt liegt auf 128 m Höhe, 100 km südwestlich von Homel und 60 km östlich von Masyr. Chojniki besitzt einen Bahnhof, über den es mit Homel, Wassilewitschy (Васілевічы) und Kalinkawitschy verbunden ist. Im Süden der Stadt trifft die Fernstraße P–33 auf die P–35.
Südlich von Chojniki befindet sich das radioökologische Schutzgebiet, das nach der Nuklearkatastrophe von Tschernobyl im 60 km südlich liegenden Kernkraftwerk Tschernobyl in der heutigen Ukraine eingerichtet wurde.

## Geschichte
Das Dorf wurde erstmals in einem Dokument aus dem Jahr 1504 unter dem Namen Chwoiniki als Ortschaft in der Grafschaft Brahin der Woiwodschaft Kiew im Großfürstentum Litauen schriftlich erwähnt. Während der Zeit der Ersten Polnischen Republik befand sich Chojniki im Owrucki-Poviat der Woiwodschaft Kiew. Es war im Besitz der Familie Połozowicz, dann der Familien Lubiecki, Charliński, Abrahamowicz, Brzozowski und Szujski und ab Ende des 18. Jahrhunderts der Prozory. Karol Prozor hatte hier seinen Wohnsitz. Nach der zweiten Teilung Polens 1793 kam Chojniki unter russische Herrschaft. Im neunzehnten Jahrhundert befand sich die Stadt Chojniki im Gouvernement Minsk, (Ujazd) rzeczyckim. Hier gab es ein Postamt und eine Dorfschule.
Am 1. Januar 1919 verkündete der Erste Kongress der Kommunistischen Partei Weißrusslands die Gründung der Weißrussischen Sozialistischen Sowjetrepublik (BSSR), zu der auch Chojniki gehören sollte. Durch die Entscheidung Moskaus am 16. Januar fiel die Stadt jedoch zusammen mit anderen ethnisch weißrussischen Gebieten an die Russische SFSR.
Im Dezember 1926 kehrte Chojniki an die BSSR zurück. Am 29. September 1938 wurde der Ortschaft der Status eines städtischen Siedlung verliehen. Vom 25. August 1941 bis zum 23. November 1943 war die Ortschaft von der Wehrmacht besetzt.
Am 10. Oktober 1967 erhielt Chojniki den Status einer Stadt. Die Region um Chojniki ist seit 1986 eines der am stärksten von der Nuklearkatastrophe von Tschernobyl betroffenen Gebiete.

## Söhne und Töchter der Stadt
- Wiktar Hantscharenka (* 1977), Fußballspieler und -trainer
- Wolha Chudsenka (* 1992), Kanutin
- Marharyta Machnewa (* 1992), Kanutin

## Bevölkerungsentwicklung
Quelle: